# باشگاه فوتبال راه‌آهن
باشگاه فوتبال راه‌آهن یک باشگاه فوتبال ایرانی است که در سال ۱۳۰۶ در تهران بنیان نهاده شده است. این باشگاه یکی از نخستین باشگاه‌های فوتبال در ایران و از دیرپاترین باشگاه‌های کنونی فوتبال ایران است که به گونه پیوسته در فوتبال تهران و ایران حضور داشته است. باشگاه راه‌آهن در روز ۲۰ مرداد ۱۳۸۷ به شهر ری منتقل شد.
باشگاه راه‌آهن در روز ۲۰ مرداد ۱۳۸۷ به شهر ری منتقل شد. این تصمیم محمدحسن انصاری‌فرد مدیرعامل وقت باشگاه بود که راه‌آهن را تیمی از شهرری بداند تا جلوی انتقال آن به سایر شهرستان‌ها گرفته شود. در آن زمان به اصرار سازمان تربیت بدنی، هیچ شهری نمی‌توانست بیش از دو باشگاه داشته باشد و چون تهران باشگاه‌های پرسپولیس و استقلال را داشت، راه‌آهن هم در آستانه انتقال به شهرستانی دیگر قرار داشت. اتفاقی که برای باشگاه‌های پاس، پیکان و صبا افتاد. با انتقال راه‌آهن به شهرری اما این باشگاه قدیمی عملاً در تهران ماند. باشگاه راه‌آهن ۱۹ خرداد ۱۳۹۰ در فرابورس ایران به فروش گذاشته شد و با قیمت ۱۲۰ میلیارد ریال توسط محمدی فر به نمایندگی از مالک‌های یک گروه موادغذایی و ۵ شرکت خصوصی در قالب ۵ سهامدار خریداری شد. در ۱۸ تیر ماه ۱۳۹۱ شرکت هواپیمائی قشم ایر و گروهی از شرکتهای وابسته به شرکت هلدینگ توسعه سورینت قشم که مالک آنها بابک زنجانی بود اقدام به خریداری سهام این باشگاه کردند.
پس از دستگیری بابک زنجانی به عنوان مالک هلدینگ سورینت قشم، این باشگاه نیز مانند سایر اموال وی، چند ماهی در اختیار دادستانی قرار گرفت و سپس به هلدینگ یزدان کیان‌آرا واگذار شد و نام باشگاه، به باشگاه فوتبال راه‌آهن یزدان تغییر پیدا کرد.
این تیم در حالی که در فصل ۱۳۹۶–۹۷ از لیگ آزادگان به لیگ دسته دوم فوتبال ایران سقوط کرده بود، در فصل ۱۳۹۷–۹۸ پس از شرکت نکردن در دو مسابقه لیگ دسته دو ایران کنار گذاشته شد و به لیگ دسته سوم مرحله اول سقوط کرد و بخاطر عدم حضور از مسابقات کنار گذاشته شد و در سال ۱۳۹۸ منحل شد.

## تاریخچه

### پیش از انقلاب
تولد باشگاه راه‌آهن در ورزش ایران به سال ۱۳۰۶ برمی‌گردد که اولین تیم‌های ورزشی راه‌آهن زیر نظر شرکت راه‌آهن ایران تشکیل شد. تیم راه‌آهن برای اولین بار در مسابقات قهرمانی باشگاه‌های تهران در سال ۱۳۱۲ شرکت کرد و در اولین بازی رسمی تاریخ خود مقابل تیم بازرگانی قرار گرفت و با نتیجه ۱۱ بر صفر این تیم را شکست داد. چند سال بعد، وقوع جنگ جهانی دوم باعث تعطیلی فعالیت‌های ورزشی کشور و باشگاه نوپای راه‌آهن شد. در سال‌های دهه ۳۰ فعالیت این باشگاه فقط منحصر به ورزش کارگری بود اما از اوایل دهه ۳۰، باشگاه فعالیت‌های خود را در زمینه فوتبال به صورت جدی‌تر از قبل آغاز کرد و چندین سال در مسابقات فوتبال باشگاه‌های تهران حضور داشت.
اما دهه پنجاه شمسی آغاز یک دوران جدید در تاریخ فوتبال راه‌آهن بود. با راه‌اندازی جام تخت جمشید، راه‌آهن یکی از تیم‌های تهرانی بود که در این لیگ پذیرفته شد. تیمی که با شروع فعالیتش به لوکوموتیورانان مشهور شده بود در اولین تجربه حضور در لیگ، هفتم شد.

### پس از انقلاب
پس از انقلاب ۱۳۵۷ ایران، راه‌آهن در اولین دوره مسابقات رسمی که برگزار شد، مقامی کسب نکرد. در سال ۵۹ و در مسابقات انتخابی جام حذفی تهران، راه‌آهن هر دو تیم استقلال و پرسپولیس که پرطرفدارترین تیم‌های ایران هستند را از گردونه مسابقات خارج کرد و لقب گربه سیاه فوتبال ایران را از سوی رسانه‌ها و تماشاگران دریافت کرد. آن‌ها نایب قهرمان جام حذفی تهران در سال ۱۳۶۲ شدند.
راه‌آهن اگرچه چند سال در مسابقات باشگاه‌های تهران موفق ظاهر شد اما با راه‌اندازی لیگ فوتبال ایران نتوانست در این لیگ حضور پیدا کند تا اینکه در فصل ۸۳ لیگ دسته یک ایران با اقتدار به لیگ برتر فوتبال ایران صعود کرد و پس از سال‌ها دوباره در جمع بزرگان فوتبال ایران قرار گرفت. راه‌آهن در اولین فصل حضور در لیگ برتر در رتبه سیزدهم قرار گرفت که مقام خوبی برای یک تیم تازه‌وارد بود. بعد از آن هم راه‌آهن به ثبات رسید و از فصل ۸۴ تا ۹۵ در لیگ برتر ایران حضور داشت. نایب قهرمانی جام حذفی در سال ۱۳۶۱ و قهرمانی در جام اتحادیه باشگاه‌های ایران در سال ۱۳۸۲ و قهرمانی‌های پی‌درپی در رده‌های پایه از جمله مهم‌ترین افتخارات تیم فوتبال راه‌آهن است.

## عرضه در بورس
باشگاه راه‌آهن به عنوان اولین باشگاه ورزشی در ایران در تاریخ ۵ خرداد ۱۳۹۰ در بورس ایران با قیمت ۱۲ میلیارد تومان عرضه شد اما فروش آن با شکست روبه‌رو شد. در پی فروش نرفتن باشگاه راه‌آهن هیئت واگذاری و شرکت خصوصی‌سازی ایران در جلسه شنبه ۱۱ تیر خود قیمت واگذاری نخستین باشگاه فوتبال کشور برای خصوصی‌سازی را به قیمت ۴٫۱ میلیارد تومان کاهش داد.
شرکت هواپیمایی فراز قشم برای خرید آن پیش قدم شد و در سال ۱۳۹۱ مالکیت آن را به عهده گرفت.
یکی از متقاضیان جدی باشگاه راه‌آهن حسین هدایتی مالک وقت باشگاه فوتبال استیل‌آذین بود که به دلیل قبول نکردن بدهی‌های باشگاه راه‌آهن از رقابت در بورس انصراف داد.

## لوگو
تا زمانی که باشگاه راه‌آهن تحت تملک راه‌آهن ایران قرار داشت، لوگوی راه‌آهن در میان لوگوی زردرنگ آن دیده می‌شد. اما پس از خریداری باشگاه از سوی شرکت فراز قشم، لوگوی این شرکت جای لوگوی راه‌آهن ایران را گرفت. رنگ زرد آن هم تغییر کرد و به رنگ قرمز درآمد، با احیای باشگاه راه‌آهن لوگوی باشگاه دوباره به رنگ زرد برگشت.

لوگوی راه‌آهن یزدان
لوگوی راه‌آهن سورینت
لوگوی فراز قشم
لوگوی باشگاه راه‌آهن

## بازیکنان

### بازیکنان خارجی
| ردیف | نام                  | کشور            | پست       | دوران بازی | بازی | گل |
| ---- | -------------------- | --------------- | --------- | ---------- | ---- | -- |
| ۱    | سرمد حسین            | عراق            | هافبک     | ۱۳۸۴–۱۳۸۵  | ؟    | ؟  |
| ۲    | گئورگ کاسپاروف       | ارمنستان        | دروازه‌بان | ۱۳۸۶–۱۳۸۷  | ۲۲   | ۰  |
| ۳    | هملت مخیتاریان       | ارمنستان        | هافبک     | ۱۳۸۶–۱۳۸۸  | ۴۳   | ۲  |
| ۴    | سزار پلگرین          | اروگوئه         | مدافع     | ۱۳۸۶       | ۱۱   | ۲  |
| ۵    | امیر اوبوکا          | بوسنی و هرزگوین | مهاجم     | ۱۳۸۷       | ۹    | ۰  |
| ۶    | آلوارو پینتوس        | اروگوئه         | مهاجم     | ۱۳۸۷–۱۳۸۸  | ۱۸   | ۲  |
| ۷    | صالح سدیر            | عراق            | هافبک     | ۱۳۸۸       | ۵    | ۱  |
| ۸    | عیسی ترائوره         | مالی            | هافبک     | ۱۳۸۸–۱۳۸۹  | ۲۶   | ۳  |
| ۹    | محمد زینو            | سوریه           | مهاجم     | ۱۳۸۸       | ۱۱   | ۱  |
| ۱۰   | محمود آمنه           | سوریه           | هافبک     | ۱۳۸۸–۱۳۹۱  | ۶۸   | ۳  |
| ۱۱   | مسلم مبارک           | عراق            | هافبک     | ۱۳۸۸       | ۳    | ۰  |
| ۱۲   | رودریگو              | برزیل           | هافبک     | ۱۳۸۹       | ؟    | ؟  |
| ۱۳   | سیسیرو               | برزیل           | مهاجم     | ۱۳۸۹–۱۳۹۰  | ۲۰   | ۵  |
| ۱۴   | اندرسون گومز دی لیما | برزیل           | هافبک     | ۱۳۸۹–۱۳۹۰  | ؟    | ؟  |
| ۱۵   | محمدعلی غرضول        | فرانسه          | مدافع     | ۱۳۹۰–۱۳۹۱  | ۷    | ۰  |
| ۱۶   | ایگور کاسترو         | برزیل           | مهاجم     | ۱۳۹۱–۱۳۹۲  | ۹    | ۲  |
| ۱۷   | دیوید ویکروم         | کامرون          | هافبک     | ۱۳۹۲–۱۳۹۳  | ۱۲   | ۰  |
| ۱۸   | والری آلکسانیان      | ارمنستان        | مدافع     | ۱۳۹۲–۱۳۹۳  | ۲    | ۰  |
| ۱۹   | مارکو                | برزیل           | هافبک     | ۱۳۹۲       | ۱    | ۰  |
| ۲۰   | ایگور ننزیچ          | اسلوونی         | دروازه‌بان | ۱۳۹۳–۱۳۹۵  | ۳۰   | ۰  |
| ۲۱   | مارتین موتومبا       | اوگاندا         | هافبک     | ۱۳۹۳       | ۷    | ۰  |
| ۲۲   | سباستین استراندوال   | فنلاند          | هافبک     | ۱۳۹۴–۱۳۹۵  | ۱۰   | ۰  |
| ۲۳   | آنتوس سولومو         | قبرس            | مدافع     | ۱۳۹۵       | ۴    | ۰  |

## افتخارات
- جام حذفی[۱۵]
  - نایب قهرمان: ۸۸–۱۳۸۷
- لیگ دسته اول
  - نایب قهرمان - ۱۳۸۳
- لیگ دسته دوم
  - قهرمان لیگ دسته دوم ۱۳۵۵
- لیگ دسته دوم تهران
  - قهرمان ۱۳۴۴
- جام حذفی تهران
  - نایب قهرمان - ۱۳۶۲

## فصل به فصل
| فصل     | دسته | لیگ                | رتبه       | جام حذفی         | توضیحات                        |
| ------- | ---- | ------------------ | ---------- | ---------------- | ------------------------------ |
| ۱۳۴۷–۴۸ | ۱    | لیگ دسته اول تهران | دهم        | برگزار نشد       |                                |
| ۱۳۴۸–۴۹ | ۱    | لیگ تهران          | هشتم       | برگزار نشد       |                                |
| ۱۳۴۹–۵۰ | ۱    | لیگ تهران          | دهم        | برگزار نشد       |                                |
| ۱۳۵۲–۵۳ | ۱    | جام تخت جمشید      | هفتم       | برگزار نشد       |                                |
| ۱۳۵۳–۵۴ | ۱    | جام تخت جمشید      | نهم        | برگزار نشد       |                                |
| ۱۳۵۴–۵۵ | ۱    | جام تخت جمشید      | پانزدهم    | یک چهارم نهایی   | سقوط                           |
| ۱۳۵۵–۵۶ | ۲    | دسته دوم           | اول        | یک شانزدهم نهایی | صعود                           |
| ۱۳۵۶–۵۷ | ۱    | جام تخت جمشید      | شانزدهم    | برگزار نشد       | سقوط                           |
| ۱۳۵۷–۵۸ | ۲    | دسته دوم           |            | برگزار نشد       | لیگ به پایان نرسید             |
| ۱۳۵۸–۵۹ | ۱    | لیگ تهران          | برگزار نشد | برگزار نشد       |                                |
| ۱۳۵۹–۶۰ | ۱    | لیگ تهران          | برگزار نشد | برگزار نشد       |                                |
| ۱۳۶۰–۶۱ | ۱    | لیگ تهران          | پنجم       | برگزار نشد       |                                |
| ۱۳۶۱–۶۲ | ۱    | لیگ تهران          | نهم        | برگزار نشد       |                                |
| ۱۳۶۲–۶۳ | ۱    | لیگ تهران          | دهم        | برگزار نشد       |                                |
| ۱۳۶۳–۶۴ | ۱    | لیگ تهران          |            | برگزار نشد       | لیگ به پایان نرسید             |
| ۱۳۶۴–۶۵ | ۱    | لیگ تهران          | هشتم       | برگزار نشد       |                                |
| ۱۳۶۵–۶۶ | ۱    | لیگ تهران          | ششم        |                  |                                |
| ۱۳۶۶–۶۷ | ۱    | لیگ تهران          | ششم        |                  |                                |
| ۱۳۶۷–۶۸ | ۱    | لیگ تهران          | دوازدهم    |                  |                                |
| ۱۳۶۸–۶۹ | ۱    | لیگ تهران          | نهم        | برگزار نشد       |                                |
| ۱۳۶۹–۷۰ | ۱    | لیگ تهران          | هفدهم      |                  | سقوط                           |
| ۱۳۷۰–۷۱ | ۴    | لیگ دسته دوم تهران | پنجم       |                  |                                |
| ۱۳۷۱–۷۲ | ۴    | لیگ دسته دوم تهران | دوم        | برگزار نشد       | صعود                           |
| ۱۳۷۲–۷۳ | ۳    | لیگ تهران          | هفتم       |                  |                                |
| ۱۳۷۳–۷۴ | ۳    | لیگ تهران          | دوم        |                  | صعود                           |
| ۱۳۷۴–۷۵ | ۲    | دسته دوم           | پنجم       |                  |                                |
| ۱۳۷۵–۷۶ | ۲    | دسته دوم           | ششم        |                  |                                |
| ۱۳۷۶–۷۷ | ۲    | دسته دوم           | ششم        | برگزار نشد       |                                |
| ۱۳۷۷–۷۸ | ۲    | دسته دوم           | چهارم      |                  |                                |
| ۱۳۷۸–۷۹ | ۲    | دسته دوم           | ششم        |                  |                                |
| ۱۳۷۹–۸۰ | ۲    | دسته دوم           | چهارم      |                  |                                |
| ۱۳۸۰–۸۱ | ۲    | لیگ آزادگان        | هشتم       |                  |                                |
| ۱۳۸۱–۸۲ | ۲    | لیگ آزادگان        | یازدهم     |                  |                                |
| ۱۳۸۲–۸۳ | ۲    | لیگ آزادگان        | یازدهم     |                  |                                |
| ۱۳۸۳–۸۴ | ۲    | لیگ آزادگان        | دوم        |                  | صعود                           |
| ۸۵–۱۳۸۴ | ۱    | لیگ برتر           | سیزدهم     |                  |                                |
| ۸۶–۱۳۸۵ | ۱    | لیگ برتر           | شانزدهم    | یک شانزدهم نهایی |                                |
| ۸۷–۱۳۸۶ | ۱    | لیگ برتر           | دوازدهم    | یک چهارم نهایی   |                                |
| ۸۸–۱۳۸۷ | ۱    | لیگ برتر           | یازدهم     | نایب قهرمان      |                                |
| ۸۹–۱۳۸۸ | ۱    | لیگ برتر           | چهاردهم    | یک شانزدهم نهایی |                                |
| ۹۰–۱۳۸۹ | ۱    | لیگ برتر           | پانزدهم    | یک شانزدهم نهایی |                                |
| ۹۱–۱۳۹۰ | ۱    | لیگ برتر           | یازدهم     | یک شانزدهم نهایی |                                |
| ۹۲–۱۳۹۱ | ۱    | لیگ برتر           | هشتم       | یک‌هشتم نهایی     |                                |
| ۹۳–۱۳۹۲ | ۱    | لیگ برتر           | یازدهم     | یک چهارم نهایی   |                                |
| ۹۴–۱۳۹۳ | ۱    | لیگ برتر           | دوازدهم    | یک شانزدهم نهایی |                                |
| ۹۵–۱۳۹۴ | ۱    | لیگ برتر           | پانزدهم    | یک چهارم نهایی   | سقوط                           |
| ۱۳۹۵–۹۶ | ۲    | لیگ آزادگان        | پانزدهم    | یک شانزدهم نهایی |                                |
| ۱۳۹۶–۹۷ | ۲    | لیگ آزادگان        | هیجدهم     | یک شانزدهم نهایی | سقوط                           |
| ۱۳۹۷–۹۸ | ۳    | دسته دوم           | انصراف     | عدم حضور         | سقوط به لیگ دسته سوم مرحله اول |